# Institut SETI

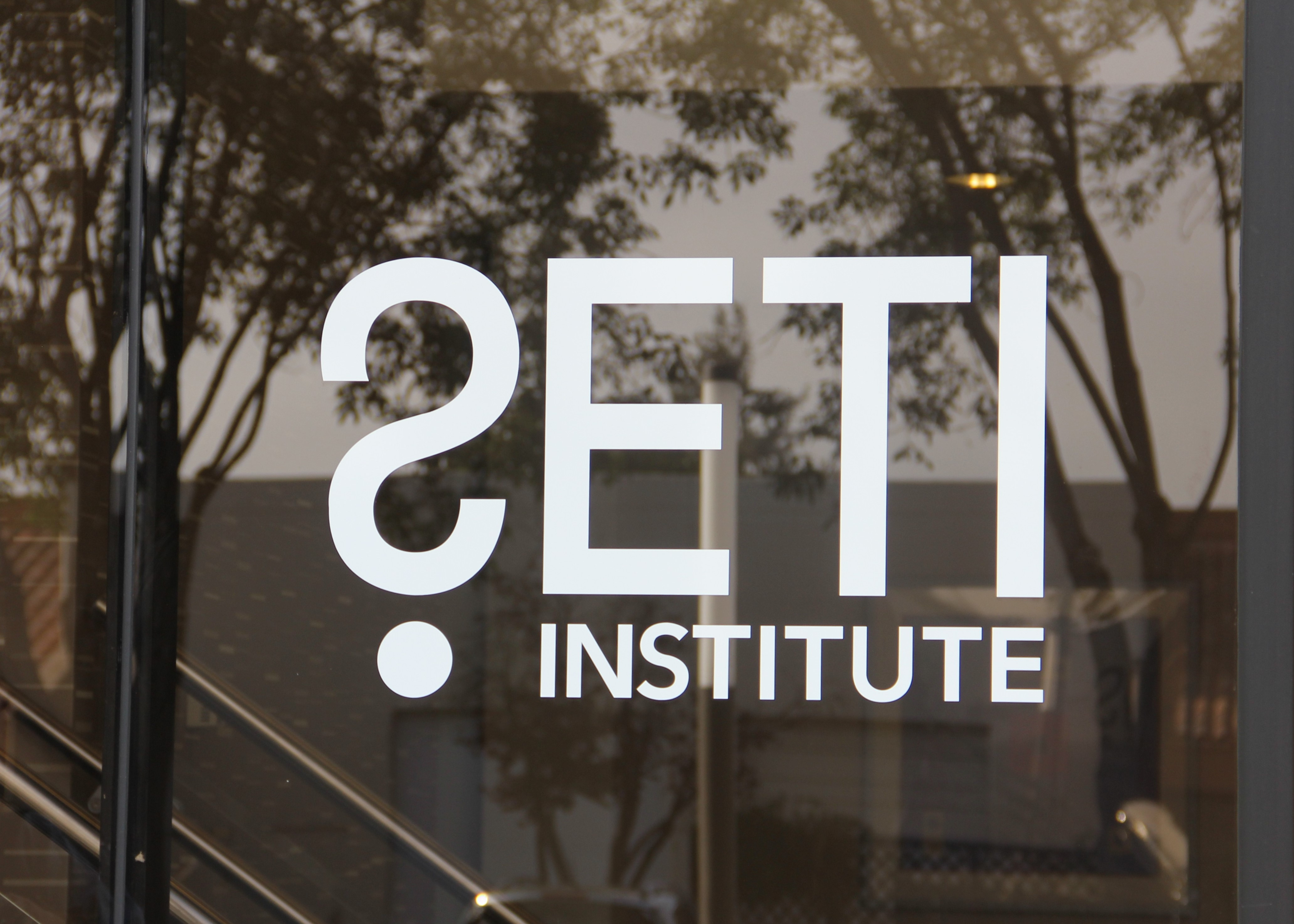
Logo du SETI Institute sur la porte d'entrée.

 (février 2021).
Si vous disposez d'ouvrages ou d'articles de référence ou si vous connaissez des sites web de qualité traitant du thème abordé ici, merci de compléter l'article en donnant les références utiles à sa vérifiabilité et en les liant à la section « Notes et références ».
Pour les articles homonymes, voir SETI (homonymie).
L'institut SETI (en anglais SETI Institute) est un organisme sans but lucratif qui a pour mission d'« explorer, comprendre et expliquer l'origine, la nature et la prévalence de la vie dans l'Univers. » Pour ce faire, l'institut encourage plusieurs programmes.
L'un des programmes prône l'utilisation de télescopes et de radiotélescopes afin de chercher des signaux délibérés d'une vie extraterrestre intelligente. Une autre recherche, faite conjointement avec le Carl Sagan Center for the Study of Life in the Universe, concentre ses efforts sur la découverte d'exoplanètes, de vie sur Mars et d'autres corps du Système solaire ainsi que l'étude de l'« habitabilité » de la Voie lactée (par, notamment, l'étude des extrêmophiles).
Le SETI Institute vise également à sensibiliser le public à ces recherches. Il travaille ainsi conjointement avec des professeurs et étudiants à promouvoir l'éducation scientifique et produit une émission radiophonique hebdomadaire intitulée Big Picture Science (en). Il travaille également avec la NASA sur des missions d'explorations telles celle du télescope spatial Kepler, les Mars Exploration Rovers, la mission Cassini–Huygens, la mission New Horizons et celle du Stratospheric Observatory for Infrared Astronomy.
L'institut emploie environ 50 chercheurs dont Nathalie Cabrol, Laurance Doyle (en), Peter Jenniskens, Pascal Lee et Franck Marchis. Seth Shostak dirige la branche SETI et l'animateur Big Picture Science, David Morrison (en) dirige le Carl Sagan Center et Edna DeVore dirige le secteur éducation. Le siège social de l'organisme est située à Mountain View (Californie).

## Histoire
Le SETI Institute a été incorporé comme une organisation 501c en 1984 par Thomas Pierson et Jill Tarter. Au cours de son existence, il a été financé par plusieurs mécènes tels Carl Sagan, Bernard Oliver, David Packard, William Reddington Hewlett (en), Gordon Moore, Paul Allen, Nathan Myhrvold, Lewis Platt (en) et Greg Papadopoulos (en). Il est également soutenu par deux lauréats du prix Nobel : Charles Townes et Baruch Blumberg.
Des recherches en astrobiologie sont subventionnées par la NASA, la National Science Foundation ou d'autres organismes de recherche du gouvernement américain.

## Galerie

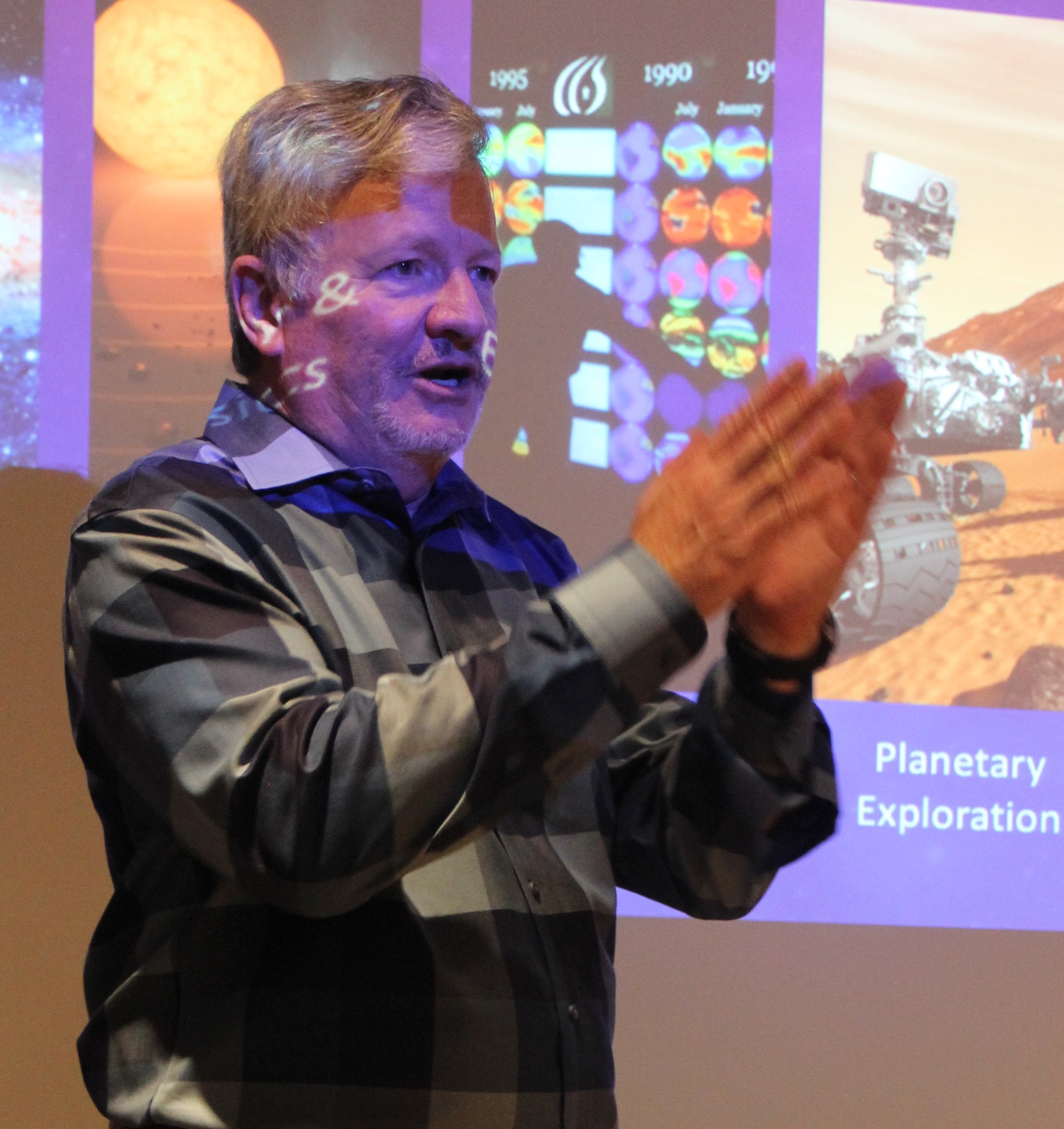
Bill Diamond, PDG de l'institut SETI.
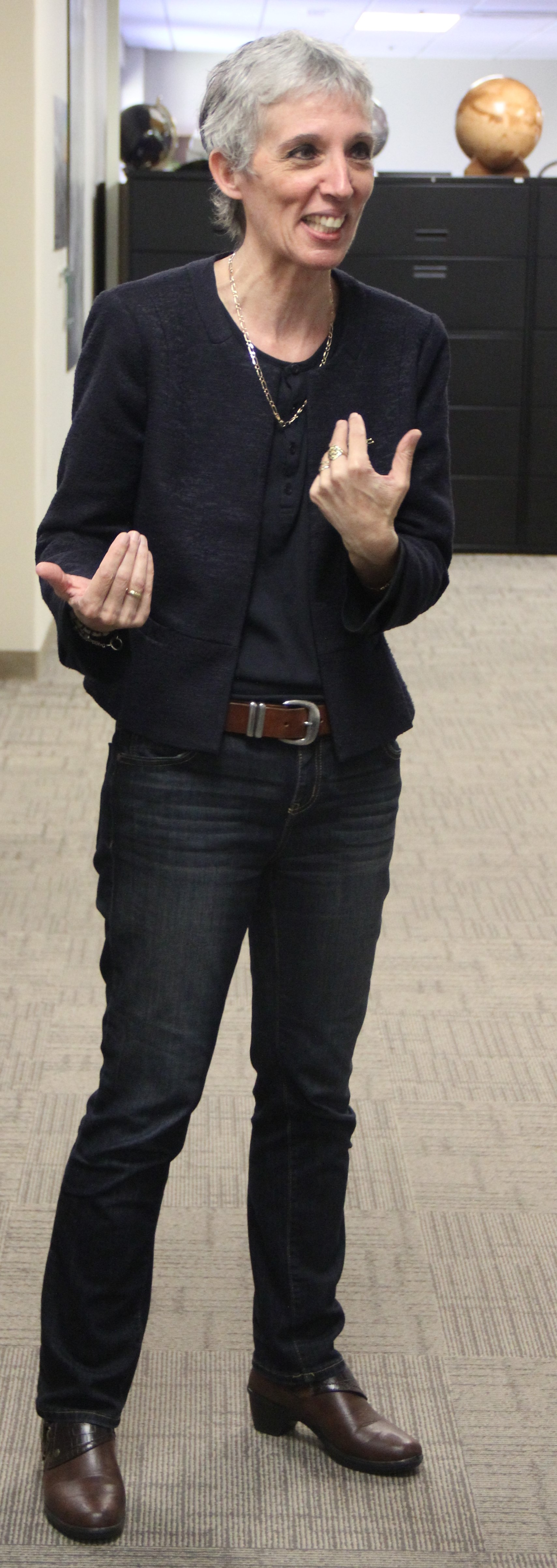
Nathalie Cabrol, directrice du centre Carl Sagan pour l'étude de la vie dans l'Univers.
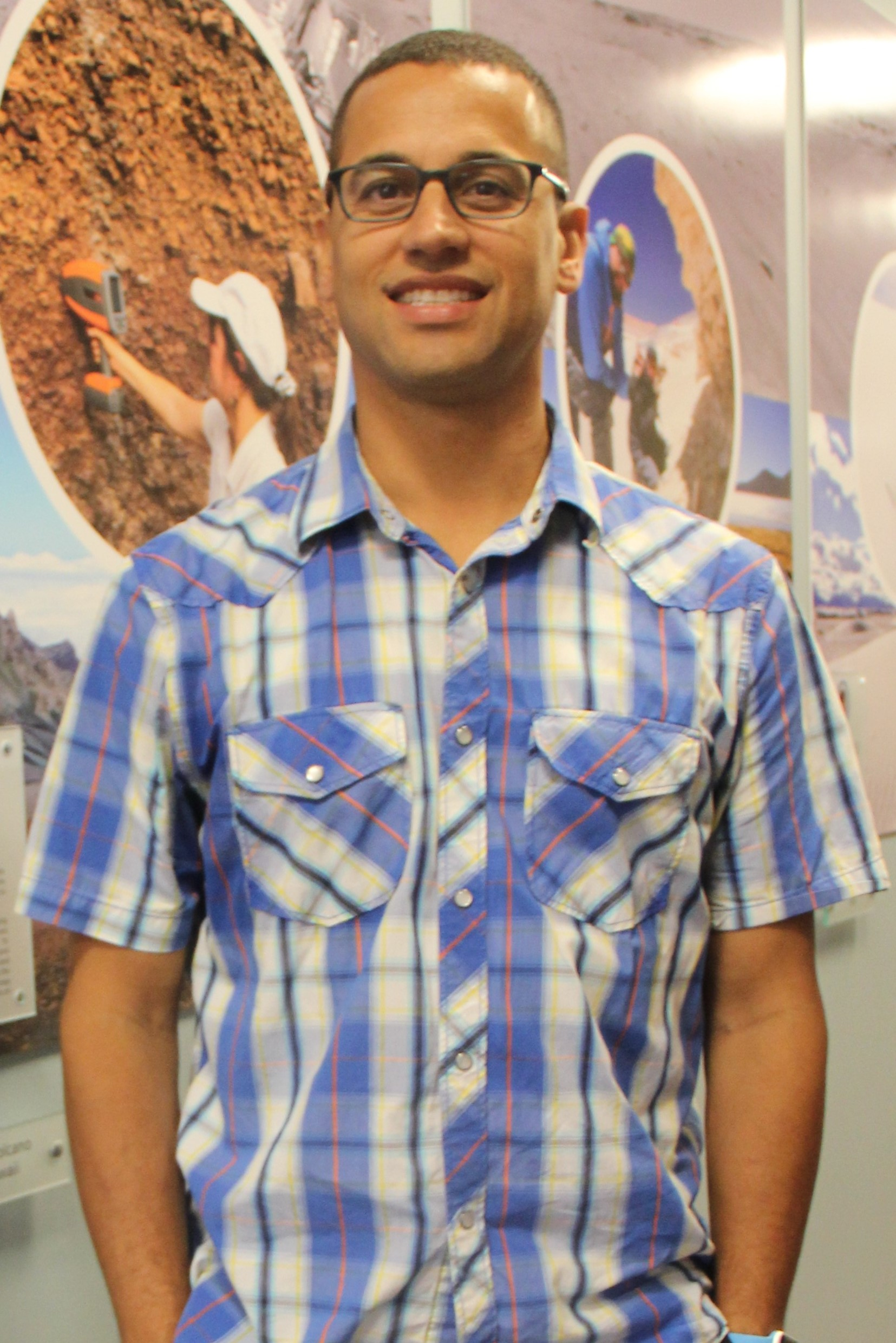
Franck Marchis, recherche d'exoplanètes.